# Llista de cràters de la Lluna: R-S
Llista de cràters de la Lluna (R-S) amb noms aprovats a la Gazetteer of Planetary Nomenclature mantinguda per la Unió Astronòmica Internacional, on s'inclou el diàmetre del cràter i l'epònim amb el qual es nomena el cràter. Quan una formació de cràters té associats cràters satèl·lit, aquests es detallen a les pàgines principals de la descripció del cràter.
| A · B · C · D · E · F · G · H · I · J · K · L · M · N · O · P · Q · R · S · T · U · V · W · X · Y · Z |

## R
| Cràter          | Coordenades                              | Diàmetre (km) | Epònim                                                                                                  | Cràters satèl·lit                                 | Ref.  |
| --------------- | ---------------------------------------- | ------------- | --- | ------------------------------------------------- | ----- |
| Rabbi Levi      | 34° 47′ S, 23° 28′ E / 34.78°S,23.46°E   | 82,44         | Leví den Gershon (1288–1344), astrònom francès                                                          | A B C D E F G H J L M N O P Q R S T U             | WGPSN |
| Racah           | 13° 30′ S, 179° 52′ O / 13.5°S,179.87°O  | 71,91         | Giulio Racah (1909–1965), físic italo-israelí                                                           | B J K N T U W X                                   | WGPSN |
| Raimond         | 14° 47′ N, 159° 38′ O / 14.78°N,159.63°O | 68,37         | Jean Jacques Raimond, Jr. (1903–1961), astrònom neerlandès                                              | K Q                                               | WGPSN |
| Raman           | 26° 58′ N, 55° 10′ O / 26.96°N,55.16°O   | 10,17         | Chandrasekhara Venkata Raman (1888–1970), físic indi                                                    | -                                                 | WGPSN |
| Ramon           | 41° 14′ S, 148° 05′ O / 41.23°S,148.08°O | 17,23         | Ilan Ramon (1954–2003), astronauta israelià                                                             | -                                                 | WGPSN |
| Ramsay          | 40° 01′ S, 145° 02′ E / 40.02°S,145.04°E | 61,28         | William Ramsay (1852–1916), químic britànic                                                             | U                                                 | WGPSN |
| Ramsden         | 32° 58′ S, 31° 52′ O / 32.96°S,31.87°O   | 25,11         | Jesse Ramsden (1735–1800), òptic britànic                                                               | A G H                                             | WGPSN |
| Rankine         | 3° 52′ S, 71° 29′ E / 3.87°S,71.49°E     | 10,48         | William John Macquorn Rankine (1820–1872), físic escocès                                                | -                                                 | WGPSN |
| Raspletin       | 22° 25′ S, 151° 45′ E / 22.41°S,151.75°E | 45,52         | Aleksandr A. Raspletin (1908–1967), enginyer rus                                                        | -                                                 | WGPSN |
| Ravi            | 12° 30′ S, 1° 58′ O / 12.5°S,1.97°O      | 1,62          | Antropònim masculí indi                                                                                 | -                                                 | WGPSN |
| Rayet           | 44° 39′ N, 114° 30′ E / 44.65°N,114.5°E  | 27,76         | Georges Rayet (1839–1906), astrònom francès                                                             | H P Y                                             | WGPSN |
| Rayleigh        | 29° 07′ N, 89° 27′ E / 29.12°N,89.45°E   | 113,77        | John William Strutt, 3r Baró de Rayleigh (1842–1919), físic britànic                                    | (A) B C D                                         | WGPSN |
| Razumov         | 38° 57′ N, 114° 38′ O / 38.95°N,114.63°O | 75,08         | Vladimir V. Razumov (1890–1967), enginyer rus                                                           | C                                                 | WGPSN |
| Réaumur         | 2° 27′ S, 0° 44′ E / 2.45°S,0.73°E       | 51,25         | René Antoine Ferchault de Réaumur (1683–1757), físic francès                                            | A B C D K R W X Y                                 | WGPSN |
| Recht           | 9° 46′ N, 123° 59′ E / 9.76°N,123.99°E   | 19,96         | Albert William Recht (1892–1962), astrònom estatunidenc                                                 | -                                                 | WGPSN |
| Regiomontanus   | 28° 17′ S, 1° 05′ O / 28.28°S,1.09°O     | 126,64        | Regiomontanus (1436–1476), astrònom alemany                                                             | A B C E F G H J K L M N R S T U W Y Z             | WGPSN |
| Regnault        | 54° 02′ N, 87° 53′ O / 54.04°N,87.88°O   | 51,31         | Henri Victor Regnault (1810–1878), químic francès                                                       | C W                                               | WGPSN |
| Reichenbach     | 30° 29′ S, 47° 57′ E / 30.48°S,47.95°E   | 64,85         | Georg von Reichenbach (1772–1826), òptic alemany                                                        | A B C D F G H J K L M N P Q R S T U W X Y Z       | WGPSN |
| Reimarus        | 47° 41′ S, 60° 25′ E / 47.69°S,60.42°E   | 47,62         | Nicolai Reymers Baer (c. 1550- c. 1600), matemàtic alemany                                              | A B C F H R S T U                                 | WGPSN |
| Reiner          | 6° 55′ N, 54° 59′ O / 6.92°N,54.98°O     | 29,85         | Vincentio Reinieri (mort 1648), astrònom italià                                                         | A C E G H K L M N Q R S T U                       | WGPSN |
| Reinhold        | 3° 17′ N, 22° 52′ O / 3.28°N,22.86°O     | 43,28         | Erasmus Reinhold (1511–1553), astrònom alemany                                                          | A B C D F G H N                                   | WGPSN |
| Repsold         | 51° 19′ N, 78° 25′ O / 51.31°N,78.41°O   | 108,65        | Johann Georg Repsold (1770–1830), inventor alemany                                                      | A B C G H N R S T V W                             | WGPSN |
| Resnik          | 34° 09′ S, 150° 50′ O / 34.15°S,150.84°O | 22,16         | Judith Arlene Resnik (1949–1986), astronauta estatunidenca                                              | -                                                 | WGPSN |
| Respighi        | 2° 52′ N, 71° 54′ E / 2.86°N,71.9°E      | 17,88         | Lorenzo Respighi (1824–1890), astrònom italià                                                           | -                                                 | WGPSN |
| Rhaeticus       | 0° 02′ N, 4° 55′ E / 0.03°N,4.92°E       | 44,43         | Georg Joachim Rheticus (1514–1576), astrònom hongarès                                                   | A B D E F G H J L M N                             | WGPSN |
| Rheita          | 37° 06′ S, 47° 10′ E / 37.1°S,47.17°E    | 70,81         | Anton Maria Schyrleus de Rheita (c. 1597-1660), astrònom txec                                           | A B C D E F G H L M N P                           | WGPSN |
| Riccioli        | 2° 54′ S, 74° 25′ O / 2.9°S,74.42°O      | 155,66        | Giovanni Battista Riccioli (1598–1671), astrònom italià                                                 | C F G H K U Y CA                                  | WGPSN |
| Riccius         | 37° 01′ S, 26° 26′ E / 37.02°S,26.43°E   | 71,79         | Augustine Riccius (fl. 1513), astrònom italià Matteo Ricci (1552–1610), geògraf italià                  | A B C D E G H J K L M N O P R S T W X Y           | WGPSN |
| Ricco           | 74° 55′ N, 177° 03′ E / 74.92°N,177.05°E | 65,83         | Annibale Riccò (1844–1911), astrònom italià                                                             | -                                                 | WGPSN |
| Richards        | 7° 42′ N, 140° 05′ E / 7.7°N,140.09°E    | 16,8          | Theodore William Richards (1868–1928), químic estatunidenc                                              | -                                                 | WGPSN |
| Richardson      | 30° 56′ N, 99° 53′ E / 30.93°N,99.89°E   | 162,56        | Owen Willans Richardson (1879–1959), físic britànic                                                     | E W                                               | WGPSN |
| Riedel          | 48° 53′ S, 140° 03′ O / 48.89°S,140.05°O | 49,14         | Klaus Riedel (1907–1944), enginyer alemany Walter Riedel (1902–1968), enginyer alemany                  | G Q Z                                             | WGPSN |
| Riemann         | 39° 23′ N, 87° 11′ E / 39.38°N,87.18°E   | 117,85        | Georg Friedrich Bernhard Riemann (1826–1866), matemàtic alemany                                         | (A) B J                                           | WGPSN |
| Ritchey         | 11° 08′ S, 8° 29′ E / 11.13°S,8.48°E     | 24,07         | George Willis Ritchey (1864–1945), òptic estatunidenc                                                   | A B C D E F J M N                                 | WGPSN |
| Rittenhouse     | 74° 15′ S, 107° 04′ E / 74.25°S,107.07°E | 27,5          | David Rittenhouse (1732–1796), astrònom estatunidenc                                                    | -                                                 | WGPSN |
| Ritter          | 1° 58′ N, 19° 10′ E / 1.96°N,19.17°E     | 29,52         | Carl Ritter (1779–1859), geògraf alemany Georg August Dietrich Ritter (1826–1908), astrofísic alemany   | B C D                                             | WGPSN |
| Ritz            | 15° 22′ S, 92° 23′ E / 15.37°S,92.38°E   | 53,77         | Walter Ritz (1878–1909), físic suís                                                                     | B J                                               | WGPSN |
| Robert          | 19° 02′ N, 27° 27′ E / 19.03°N,27.45°E   | 0,56          | Antropònim masculí anglès                                                                               | -                                                 | WGPSN |
| Roberts         | 70° 40′ N, 174° 15′ O / 70.66°N,174.25°O | 89,37         | Alexander William Roberts (1857–1938), astrònom sud-africà Isaac Roberts (1829–1904), astrònom britànic | M N P Q R                                         | WGPSN |
| Robertson       | 21° 50′ N, 105° 22′ O / 21.84°N,105.37°O | 89,85         | Howard P. Robertson (1903–1961), físic estatunidenc                                                     | -                                                 | WGPSN |
| Robinson        | 59° 04′ N, 46° 02′ O / 59.06°N,46.03°O   | 24,09         | John Thomas Romney Robinson (1792–1882), astrònom irlandès                                              | -                                                 | WGPSN |
| Rocca           | 12° 53′ S, 72° 53′ O / 12.89°S,72.89°O   | 84,06         | Giovanni Antonio Rocca (1607–1656), matemàtic italià                                                    | A B C D E F G H J L M N P Q R S T W Z             | WGPSN |
| Rocco           | 28° 55′ N, 45° 00′ O / 28.91°N,45°O      | 4,35          | Antropònim masculí italià                                                                               | -                                                 | WGPSN |
| Roche           | 42° 22′ S, 136° 32′ E / 42.37°S,136.54°E | 152,67        | Édouard Albert Roche (1820–1883), astrònom francès                                                      | C (U) V W                                         | WGPSN |
| Romeo           | 7° 32′ N, 122° 41′ E / 7.53°N,122.68°E   | 7,15          | Antropònim masculí italià                                                                               | -                                                 | WGPSN |
| Römer           | 25° 26′ N, 36° 25′ E / 25.43°N,36.41°E   | 43,70         | Ole Rømer (1644–1710), astrònom danès                                                                   | A B C D E F G H J (K) (L) M N P R S T U V W X Y Z | WGPSN |
| Röntgen         | 32° 53′ N, 91° 25′ O / 32.88°N,91.42°O   | 128,42        | Wilhelm Conrad Röntgen (1845–1923), físic alemany                                                       | A B                                               | WGPSN |
| Rosa            | 20° 19′ N, 32° 18′ O / 20.31°N,32.3°O    | 0,82          | Antropònim masculí castellà                                                                             | -                                                 | WGPSN |
| Rosenberger     | 55° 29′ S, 43° 09′ E / 55.49°S,43.15°E   | 91,65         | Otto August Rosenberger (1800–1890), astrònom alemany                                                   | A B C D E F G H J K L N S T W                     | WGPSN |
| Ross            | 11° 40′ N, 21° 44′ E / 11.67°N,21.74°E   | 24,49         | James Clark Ross (1800–1862), explorador britànic Frank Elmore Ross (1874–1966), astrònom estatunidenc  | B C D E F G H                                     | WGPSN |
| Rosse           | 17° 57′ S, 34° 59′ E / 17.95°S,34.98°E   | 11,43         | William Parsons, 3r Earl de Rosse (1800–1867), astrònom irlandès                                        | C                                                 | WGPSN |
| Rosseland       | 40° 49′ S, 130° 41′ E / 40.82°S,130.68°E | 67,66         | Svein Rosseland (1894–1985), astrofísic norueg                                                          | -                                                 | WGPSN |
| Rost            | 56° 25′ S, 33° 50′ O / 56.42°S,33.84°O   | 46,85         | Johann Leonhard Rost (1688–1727), astrònom alemany                                                      | A B D M N                                         | WGPSN |
| Rothmann        | 30° 49′ S, 27° 42′ E / 30.81°S,27.7°E    | 41,67         | Christopher Rothmann (mort 1600), astrònom alemany                                                      | A B C D E F G H J K L M W                         | WGPSN |
| Rowland         | 56° 59′ N, 162° 29′ O / 56.98°N,162.48°O | 166,12        | Henry Augustus Rowland III (1848–1901), físic estatunidenc                                              | G J K M N R Y                                     | WGPSN |
| Rozhdestvenskiy | 84° 59′ N, 157° 53′ O / 84.99°N,157.89°O | 181,15        | Dmitry S. Rozhdestvensky (1876–1940), físic soviètic                                                    | H K U W                                           | WGPSN |
| Rumford         | 28° 49′ S, 169° 48′ O / 28.81°S,169.8°O  | 60,83         | Benjamin Thompson, comte de Rumford (1753–1814), físic britànic                                         | A B C F Q T                                       | WGPSN |
| Runge           | 2° 26′ S, 86° 49′ E / 2.43°S,86.81°E     | 38,98         | Carle David Tolmé Runge (1856–1927), matemàtic alemany                                                  | -                                                 | WGPSN |
| Russell         | 26° 31′ N, 75° 33′ O / 26.51°N,75.55°O   | 103,37        | Henry Norris Russell (1877–1957), astrònom estatunidenc John Russell (1745–1806), astrònom britànic     | B E F R S                                         | WGPSN |
| Ruth            | 28° 43′ N, 45° 04′ O / 28.71°N,45.06°O   | 3,08          | Antropònim femení hebreu                                                                                | -                                                 | WGPSN |
| Rutherford      | 10° 34′ N, 137° 05′ E / 10.56°N,137.09°E | 15,98         | Ernest Rutherford (1871–1937), físic neozelandès                                                        | -                                                 | WGPSN |
| Rutherfurd      | 61° 09′ S, 12° 15′ O / 61.15°S,12.25°O   | 49,98         | Lewis Morris Rutherfurd (1816–1892), astrònom estatunidenc                                              | A B C D E                                         | WGPSN |
| Rydberg         | 46° 26′ S, 96° 26′ O / 46.43°S,96.43°O   | 48,03         | Johannes Robert Rydberg (1854–1919), físic suec                                                         | -                                                 | WGPSN |
| Ryder           | 43° 52′ S, 143° 18′ E / 43.87°S,143.3°E  | 15,55         | Graham Ryder (1949–2002), geòleg estatunidenc d'origen britànic                                         | -                                                 | WGPSN |
| Rynin           | 46° 47′ N, 103° 44′ O / 46.78°N,103.73°O | 77,88         | Nikolai A. Rynin (1877–1942), científic rus                                                             | -                                                 | WGPSN |

## S
| Cràter           | Coordenades                              | Diàmetre (km) | Epònim | Cràters satèl·lit                               | Ref.  |
| ---------------- | ---------------------------------------- | ------------- | --- | ----------------------------------------------- | ----- |
| Sabatier         | 13° 11′ N, 79° 01′ E / 13.19°N,79.01°E   | 9,60          | Paul Sabatier (1854–1941), químic francès | -                                               | WGPSN |
| Sabine           | 1° 23′ N, 20° 04′ E / 1.38°N,20.07°E     | 29,75         | Edward Sabine (1788–1883), astrònom irlandès | A C                                             | WGPSN |
| Sacrobosco       | 23° 45′ S, 16° 38′ E / 23.75°S,16.64°E   | 97,67         | Johannes de Sacrobosco (John Holywood, c. 1200–1256), astrònom britànic | A B C D E F G H J K L M N O P Q R S T U V W X   | WGPSN |
| Saenger          | 4° 29′ N, 102° 48′ E / 4.49°N,102.8°E    | 74,57         | Eugen Saenger (1905–1964), científic alemany | B C D P Q R V X                                 | WGPSN |
| Šafařík          | 10° 26′ N, 176° 42′ E / 10.44°N,176.7°E  | 31,42         | Vojtěch Šafařík (1829–1902), astrònom txec | A H S                                           | WGPSN |
| Saha             | 1° 41′ S, 103° 02′ E / 1.69°S,103.04°E   | 103,34        | Megh Nad Saha (1893–1956), astrofísic indi | B C D E J M N W                                 | WGPSN |
| Samir            | 28° 30′ N, 34° 17′ O / 28.5°N,34.29°O    | 1,86          | Antropònim masculí àrab | -                                               | WGPSN |
| Sampson          | 29° 35′ N, 16° 32′ O / 29.58°N,16.53°O   | 1,83          | Ralph Allen Sampson (1866–1939), astrònom britànic d'origen irlandès | -                                               | WGPSN |
| Sanford          | 32° 23′ N, 139° 13′ O / 32.38°N,139.21°O | 55,09         | Roscoe Frank Sanford (1883–1958), astrònom estatunidenc | C T W Y                                         | WGPSN |
| Santbech         | 20° 59′ S, 44° 04′ E / 20.99°S,44.06°E   | 62,24         | Daniel Santbech Noviomagus (fl. 1561), astrònom neerlandès | A B C D E F G H J K L M N P Q R S T U V W X Y Z | WGPSN |
| Santos-Dumont    | 27° 47′ N, 4° 45′ E / 27.79°N,4.75°E     | 8,80          | Alberto Santos-Dumont (1873–1932), enginyer aeronàutic brasiler | -                                               | WGPSN |
| Sarabhai         | 24° 45′ N, 21° 00′ E / 24.75°N,21°E      | 7,38          | Vikram Ambalal Sarabhai (1919–1971), astrofísic indi | -                                               | WGPSN |
| Sarton           | 49° 07′ N, 121° 08′ O / 49.12°N,121.14°O | 71,33         | George Alfred Leon Sarton (1884–1956), historiador de la ciència belga-estatunidenc                                                                                           | L Y Z                                           | WGPSN |
| Sasserides       | 39° 17′ S, 9° 26′ O / 39.28°S,9.44°O     | 81,74         | Gellio Sasceride (1562–1612), astrònom danès | A B D E F H K L M N P S                         | WGPSN |
| Saunder          | 4° 16′ S, 8° 43′ E / 4.26°S,8.72°E       | 44,38         | Samuel Arthur Saunder (1852–1912), matemàtic britànic | A B C S T                                       | WGPSN |
| Saussure         | 43° 23′ S, 3° 53′ O / 43.38°S,3.88°O     | 54,56         | Horace-Bénédict de Saussure (1740–1799), geòleg suís | A B C D E F CA                                  | WGPSN |
| Scaliger         | 27° 16′ S, 109° 08′ E / 27.26°S,109.14°E | 86,40         | Joseph Justus Scaliger (1540–1609), historiador francès | U                                               | WGPSN |
| Schaeberle       | 26° 20′ S, 117° 43′ E / 26.33°S,117.71°E | 56,74         | John Martin Schaeberle (1853–1924), astrònom estatunidenc | S U                                             | WGPSN |
| Scheele          | 9° 27′ S, 37° 51′ O / 9.45°S,37.85°O     | 4,69          | Carl Wilhelm Scheele (1742–1786), químic suec | -                                               | WGPSN |
| Scheiner         | 60° 21′ S, 27° 49′ O / 60.35°S,27.81°O   | 110,07        | Christopher Scheiner (1575–1650), astrònom alemany | A B C D E F G H J K LM P Q R S T U V W X Y      | WGPSN |
| Schiaparelli     | 23° 23′ N, 58° 49′ O / 23.38°N,58.82°O   | 24,20         | Giovanni Virginio Schiaparelli (1835–1910), astrònom italià | A (B) C (D) E                                   | WGPSN |
| Schickard        | 44° 23′ S, 55° 07′ O / 44.38°S,55.11°O   | 212,18        | Wilhelm Schickard (1592–1635), astrònom alemany | A B C D E F G H J K L M N P Q R S T W X Y       | WGPSN |
| Schiller         | 51° 43′ S, 39° 47′ O / 51.72°S,39.78°O   | 179,36        | Julius Schiller (fl. 1627), astrònom alemany | A B C D E F G H J K L M N P R S T W             | WGPSN |
| Schjellerup      | 69° 02′ N, 158° 14′ E / 69.04°N,158.24°E | 62,82         | Hans Carl Frederik Christian Schjellerup (1827–1887), astrònom danès | H J N R                                         | WGPSN |
| Schlesinger      | 47° 07′ N, 138° 59′ O / 47.12°N,138.98°O | 97,28         | Frank Schlesinger (1871–1943), astrònom estatunidenc | A B M                                           | WGPSN |
| Schliemann       | 1° 59′ S, 155° 07′ E / 1.99°S,155.12°E   | 77,40         | Heinrich Schliemann (1822–1890), arqueòleg alemany | A B G T W                                       | WGPSN |
| Schlüter         | 5° 56′ S, 83° 23′ O / 5.93°S,83.39°O     | 87,55         | Heinrich Schlüter (1815–1844), astrònom alemany | A P S U V X Z                                   | WGPSN |
| Schmidt          | 0° 58′ N, 18° 47′ E / 0.96°N,18.78°E     | 11,13         | Johann Friedrich Julius Schmidt (1825–1884), astrònom alemany Bernhard Schmidt (1879–1935), òptic alemany Otto Yulyevich Schmidt (1891–1956), explorador soviètic             | -                                               | WGPSN |
| Schneller        | 41° 20′ N, 163° 44′ O / 41.34°N,163.73°O | 56,87         | Herbert Schneller (1901–1967), astrònom alemany | G H L S                                         | WGPSN |
| Schomberger      | 76° 38′ S, 24° 41′ E / 76.64°S,24.69°E   | 85,80         | Georg Schomberger (1597–1645), astrònom austríac | A C D F G H J K L X Y Z                         | WGPSN |
| Schönfeld        | 44° 46′ N, 98° 00′ O / 44.76°N,98°O      | 24,57         | Eduard Schönfeld (1828–1891), astrònom alemany | -                                               | WGPSN |
| Schorr           | 19° 27′ S, 89° 48′ E / 19.45°S,89.8°E    | 52,09         | Richard Schorr (1867–1951), astrònom alemany | A B C D                                         | WGPSN |
| Schrödinger      | 74° 44′ S, 132° 56′ E / 74.73°S,132.93°E | 316,39        | Erwin Schrödinger (1887–1961), físic austríac | B G J W                                         | WGPSN |
| Schröter         | 2° 44′ N, 6° 59′ O / 2.74°N,6.98°O       | 36,67         | Johann Hieronymus Schröter (1745–1816), astrònom alemany | A C D E F G H J K L M S T U W                   | WGPSN |
| Schubert         | 2° 47′ N, 81° 01′ E / 2.78°N,81.01°E     | 51,94         | Theodor von Schubert (1789–1865), cartògraf rus | A (B) C E F G H J K N X (Y) (Z)                 | WGPSN |
| Schumacher       | 42° 25′ N, 60° 49′ E / 42.42°N,60.81°E   | 61,31         | Heinrich Christian Schumacher (1780–1850), astrònom alemany | B                                               | WGPSN |
| Schuster         | 4° 26′ N, 146° 25′ E / 4.44°N,146.42°E   | 100,08        | Arthur Schuster (1851–1934), físic britànic | J K N P Q R Y                                   | WGPSN |
| Schwabe          | 65° 06′ N, 45° 29′ E / 65.1°N,45.48°E    | 25,47         | Samuel Heinrich Schwabe (1789–1875), astrònom alemany | C D E F G K U W X                               | WGPSN |
| Schwarzschild    | 70° 05′ N, 121° 34′ E / 70.08°N,121.57°E | 211,42        | Karl Schwarzschild (1873–1916), astrònom alemany | A D K L Q S T                                   | WGPSN |
| Scobee           | 31° 22′ S, 149° 38′ O / 31.36°S,149.64°O | 41,53         | Francis Richard Scobee (1939–1986), astronauta estatunidenc | -                                               | WGPSN |
| Scoresby         | 77° 44′ N, 14° 08′ E / 77.73°N,14.13°E   | 54,93         | William Scoresby (1789–1857), explorador britànic | K M P Q W                                       | WGPSN |
| Scott            | 82° 21′ S, 48° 31′ E / 82.35°S,48.52°E   | 107,82        | Robert Falcon Scott (1868–1912), explorador britànic | (A) E M                                         | WGPSN |
| Seares           | 73° 44′ N, 147° 14′ E / 73.74°N,147.23°E | 99,50         | Frederick Hanley Seares (1873–1964), astrònom estatunidenc | B Y                                             | WGPSN |
| Secchi           | 2° 24′ N, 43° 34′ E / 2.4°N,43.56°E      | 22,13         | Pietro Angelo Secchi (1818–1878), astrònom italià | A B G K U X                                     | WGPSN |
| Sechenov         | 6° 58′ S, 143° 05′ O / 6.97°S,143.09°O   | 63,80         | Ivan M. Sečenov (1829–1905), fisiòleg rus | C P                                             | WGPSN |
| Seeliger         | 2° 13′ S, 3° 00′ E / 2.22°S,3°E          | 8,28          | Hugo Hans Ritter von Seeliger (1849–1924), astrònom alemany | A S T                                           | WGPSN |
| Segers           | 46° 59′ N, 127° 31′ E / 46.99°N,127.52°E | 17,28         | Carlos Segers (1900–1967), astrònom argentí | H M N                                           | WGPSN |
| Segner           | 58° 58′ S, 48° 41′ O / 58.96°S,48.68°O   | 67,84         | Johann Andreas von Segner (1704–1777), físic alemany | A B C E G H K L M N                             | WGPSN |
| Seidel           | 32° 39′ S, 152° 28′ E / 32.65°S,152.47°E | 55,39         | Philipp Ludwig von Seidel (1821–1896), astrònom alemany | J M U                                           | WGPSN |
| Seleucus         | 21° 05′ N, 66° 40′ O / 21.09°N,66.66°O   | 45,01         | Seleuc de Selèucida (fl. c. 150 aC), astrònom babiloni | A E                                             | WGPSN |
| Seneca           | 26° 43′ N, 79° 49′ E / 26.71°N,79.81°E   | 47,57         | Luci Anneu Sèneca (4 aC.–65), naturalista romà | A B C D E F G                                   | WGPSN |
| Seyfert          | 29° 16′ N, 114° 20′ E / 29.26°N,114.34°E | 102,63        | Carl Keenan Seyfert (1911–1960), astrònom estatunidenc | A                                               | WGPSN |
| Shackleton       | 89° 40′ S, 129° 47′ E / 89.67°S,129.78°E | 20,92         | Ernest Henry Shackleton (1874–1922), explorador britànic | -                                               | WGPSN |
| Shahinaz         | 7° 35′ N, 122° 25′ E / 7.58°N,122.42°E   | 15,99         | Antropònim femení turc | -                                               | WGPSN |
| Shaler           | 32° 53′ S, 85° 16′ O / 32.89°S,85.27°O   | 48,47         | Nathaniel Southgate Shaler (1841–1906), geòleg estatunidenc | -                                               | WGPSN |
| Shapley          | 9° 21′ N, 56° 50′ E / 9.35°N,56.83°E     | 24,82         | Harlow Shapley (1885–1972), astrònom estatunidenc | -                                               | WGPSN |
| Sharonov         | 12° 22′ N, 173° 06′ E / 12.37°N,173.1°E  | 75,12         | Vsevolod V. Sharonov (1901–1964), astrònom soviètic | D F X                                           | WGPSN |
| Sharp            | 45° 45′ N, 40° 13′ O / 45.75°N,40.22°O   | 37,61         | Abraham Sharp (1651–1742), astrònom britànic | A B D J K L M U V W                             | WGPSN |
| Shatalov         | 24° 16′ N, 140° 29′ E / 24.26°N,140.48°E | 24,05         | Vladímir Xatàlov (nascut 1927), cosmonauta soviètic | -                                               | WGPSN |
| Shayn            | 32° 31′ N, 172° 25′ E / 32.52°N,172.42°E | 92,90         | Grigori Xain (1892–1956), astrofísic rus | B F H Y                                         | WGPSN |
| Sheepshanks      | 59° 14′ N, 17° 02′ E / 59.24°N,17.04°E   | 23,67         | Anne Sheepshanks (1789–1876), mecenes britànica | A B C                                           | WGPSN |
| Sherrington      | 11° 08′ S, 118° 00′ E / 11.13°S,118°E    | 18,80         | Charles Scott Sherrington (1856–1952), neurofisiòleg britànic | -                                               | WGPSN |
| Shi Shen         | 75° 47′ N, 104° 08′ E / 75.78°N,104.13°E | 46,52         | Shi Shen (fl. segle iv aC), astrònom xinès | P Q                                             | WGPSN |
| Shirakatsi       | 12° 11′ S, 128° 34′ E / 12.18°S,128.56°E | 48,13         | Anania Shirakatsi (c. 620- c. 685), geògraf armeni | -                                               | WGPSN |
| Shoemaker        | 88° 08′ S, 45° 55′ E / 88.14°S,45.91°E   | 51,82         | Eugene Merle Shoemaker (1928–1997), astrogeòleg estatunidenc | -                                               | WGPSN |
| Short            | 74° 32′ S, 7° 41′ O / 74.54°S,7.68°O     | 67,94         | James Short (1710–1768), matemàtic escocès | A B                                             | WGPSN |
| Shternberg       | 19° 23′ N, 116° 49′ O / 19.38°N,116.82°O | 74,36         | Pavel K. Shternberg (1865–1920), astrònom rus | C                                               | WGPSN |
| Shuckburgh       | 42° 39′ N, 52° 43′ E / 42.65°N,52.71°E   | 37,73         | George Shuckburgh (1751–1804), geògraf britànic | A C E                                           | WGPSN |
| Shuleykin        | 27° 07′ S, 92° 40′ O / 27.11°S,92.67°O   | 14,67         | Mikhail V. Shuleykin (1884–1939), enginyer rus | -                                               | WGPSN |
| Siedentopf       | 22° 03′ N, 135° 05′ E / 22.05°N,135.08°E | 62,70         | Heinrich Siedentopf (1906–1963), astrònom alemany | E G H M Q                                       | WGPSN |
| Sierpinski       | 26° 56′ S, 154° 49′ E / 26.93°S,154.81°E | 66,94         | Wacław Sierpiński (1882–1969), matemàtic polonès | Q                                               | WGPSN |
| Sikorsky         | 65° 53′ S, 103° 39′ E / 65.89°S,103.65°E | 97,67         | Igor I. Sikorski (1889–1972), enginyer aeronàutic rus-estatunidenc | Q                                               | WGPSN |
| Silberschlag     | 6° 13′ N, 12° 32′ E / 6.21°N,12.53°E     | 12,56         | Johann Esaias Silberschlag (1721–1791), astrònom alemany | A D E G P S                                     | WGPSN |
| Simpelius        | 72° 37′ S, 14° 44′ E / 72.61°S,14.74°E   | 68,89         | Hugh Sempill (1596–1654), matemàtic escocès | A B C D E F G H J K L M N P                     | WGPSN |
| Sinas            | 8° 51′ N, 31° 36′ E / 8.85°N,31.6°E      | 11,67         | Simon Sinas (1810–1876), mecenes grec | A E G H J K                                     | WGPSN |
| Sirsalis         | 12° 29′ S, 60° 31′ O / 12.49°S,60.51°O   | 44,17         | Gerolamo Sersale (1584–1654), astrònom italià | A B C D E F G H J K T Z                         | WGPSN |
| Sisakyan         | 41° 04′ N, 109° 08′ E / 41.07°N,109.13°E | 35,60         | Norajr M. Sisakyan (1907–1966), bioquímic soviètic | C D E                                           | WGPSN |
| Sita             | 4° 37′ N, 120° 42′ E / 4.61°N,120.7°E    | 1,59          | Antropònim femení indi | -                                               | WGPSN |
| Sklodowska       | 18° 02′ S, 96° 09′ E / 18.04°S,96.15°E   | 125,55        | Marie Skłodowska-Curie (1867–1934), química polonesa | A D J R Y                                       | WGPSN |
| Slater           | 88° 05′ S, 111° 17′ E / 88.08°S,111.29°E | 25,12         | David Slater (1957-2011), científic estatunidenc. | -                                               | WGPSN |
| Slava            | 38° 18′ N, 35° 00′ O / 38.3°N,35°O       | 0,10          | Antropònim masculí eslau. Lloc de l'allunatge de l'astromòbil Lunokhod 1 | -                                               | WGPSN |
| Slipher          | 49° 17′ N, 160° 16′ E / 49.28°N,160.27°E | 74,65         | Earl Charles Slipher (1883–1964), astrònom estatunidenc Vesto Melvin Slipher (1875–1969), astrònom estatunidenc                                                               | S                                               | WGPSN |
| Slocum           | 3° 09′ S, 89° 04′ E / 3.15°S,89.07°E     | 12,15         | Frederick Slocum (1873–1944), astrònom estatunidenc | -                                               | WGPSN |
| Smith            | 31° 47′ S, 151° 01′ O / 31.79°S,151.01°O | 32,87         | Michael John Smith (1945–1986), astronauta estatunidenc | -                                               | WGPSN |
| Smithson         | 2° 23′ N, 53° 38′ E / 2.38°N,53.64°E     | 6,04          | James Smithson (1765–1829), químic britànic | -                                               | WGPSN |
| Smoluchowski     | 60° 13′ N, 96° 55′ O / 60.22°N,96.91°O   | 84,26         | Marian Smoluchowski (1872–1917), físic polonès | F H                                             | WGPSN |
| Snellius         | 29° 20′ S, 55° 42′ E / 29.33°S,55.7°E    | 85,98         | Willebrord Snell (1591–1626), astrònom neerlandès | A B C D E X Y                                   | WGPSN |
| Sniadecki        | 22° 17′ S, 168° 50′ O / 22.29°S,168.84°O | 41,13         | Jan Śniadecki (1756–1830), astrònom polonès | F J Q Y                                         | WGPSN |
| Soddy            | 0° 27′ N, 121° 46′ E / 0.45°N,121.77°E   | 40,79         | Frederick Soddy (1877–1956), físic britànic | E G P Q                                         | WGPSN |
| Somerville       | 8° 20′ S, 64° 58′ E / 8.33°S,64.96°E     | 17,08         | Mary Fairfax Somerville (1780–1872), física britànica | -                                               | WGPSN |
| Sommerfeld       | 64° 50′ N, 161° 32′ O / 64.83°N,161.54°O | 150,89        | Arnold Sommerfeld (1868–1951), físic alemany | N V                                             | WGPSN |
| Sömmering        | 0° 11′ N, 7° 32′ O / 0.19°N,7.53°O       | 27,97         | Samuel Thomas Sömmering (1755–1830), metge alemany | A P R                                           | WGPSN |
| Soraya           | 12° 52′ S, 1° 38′ O / 12.87°S,1.63°O     | 1,90          | Antropònim femení persa | -                                               | WGPSN |
| Sosigenes        | 8° 42′ N, 17° 36′ E / 8.7°N,17.6°E       | 16,99         | Sosígenes d'Alexandria (fl. 46 aC), astrònom grec | A B C                                           | WGPSN |
| South            | 57° 35′ N, 50° 56′ O / 57.58°N,50.94°O   | 119,04        | James South (1785–1867), astrònom britànic | A B C D E F G H K M                             | WGPSN |
| Spallanzani      | 46° 23′ S, 24° 44′ E / 46.38°S,24.73°E   | 30,86         | Lazzaro Spallanzani (1729–1799), biòleg italià | A D F G                                         | WGPSN |
| Spencer Jones    | 13° 04′ N, 165° 50′ E / 13.06°N,165.84°E | 88,19         | Harold Spencer Jones (1890–1960), astrònom britànic | H J K Q W                                       | WGPSN |
| Spörer           | 4° 18′ S, 1° 46′ O / 4.3°S,1.77°O        | 25,57         | Gustav Spörer (1822–1895), astrònom alemany | A                                               | WGPSN |
| Spurr            | 27° 55′ N, 1° 16′ O / 27.91°N,1.27°O     | 13,21         | Josiah Edward Spurr (1870–1950), geòleg estatunidenc | -                                               | WGPSN |
| St. John         | 10° 04′ N, 149° 59′ E / 10.07°N,149.98°E | 66,74         | Charles Edward St. John (1857–1935), astrònom estatunidenc | A M W X Y                                       | WGPSN |
| Stadius          | 10° 29′ N, 13° 46′ O / 10.48°N,13.77°O   | 68,48         | Johannes Stadius (1527–1579), astrònom belga | A B C D E F G H J K L M N P Q R S T U W         | WGPSN |
| Stark            | 25° 26′ S, 134° 35′ E / 25.43°S,134.59°E | 47,72         | Johannes Stark (1874–1957), físic alemany | R V Y                                           | WGPSN |
| Stearns          | 34° 41′ N, 162° 36′ E / 34.68°N,162.6°E  | 38,94         | Carl Leo Stearns (1892–1972), astrònom estatunidenc | -                                               | WGPSN |
| Stebbins         | 64° 22′ N, 142° 38′ O / 64.36°N,142.64°O | 129,74        | Joel Stebbins (1878–1966), astrònom estatunidenc | C U                                             | WGPSN |
| Stefan           | 46° 20′ N, 108° 46′ O / 46.33°N,108.77°O | 112,18        | Josef Stefan (1835–1893), físic austríac | L                                               | WGPSN |
| Stein            | 7° 00′ N, 179° 07′ E / 7°N,179.11°E      | 30,72         | Johan Willem Jakob Antoon Stein (1871–1951), astrònom neerlandès | C K L M N                                       | WGPSN |
| Steinheil        | 48° 43′ S, 46° 40′ E / 48.71°S,46.66°E   | 63,28         | Karl August von Steinheil (1801–1870), astrònom alemany | E F G H K X Y Z                                 | WGPSN |
| Steklov          | 36° 44′ S, 105° 03′ O / 36.73°S,105.05°O | 36,61         | Vladimir Steklov (1864–1926), matemàtic rus | -                                               | WGPSN |
| Stella           | 19° 55′ N, 29° 46′ E / 19.91°N,29.76°E   | 0,42          | Antropònim femení llatí | -                                               | WGPSN |
| Steno            | 32° 37′ N, 161° 47′ E / 32.61°N,161.78°E | 32,29         | Nicolaus Steno (1638–1686), metge danès | N Q R T U                                       | WGPSN |
| Sternfeld        | 19° 45′ S, 142° 16′ O / 19.75°S,142.27°O | 109,80        | Ary A. Sternfeld (1905–1980), científic rus | -                                               | WGPSN |
| Stetson          | 39° 35′ S, 118° 12′ O / 39.58°S,118.2°O  | 63,12         | Harlan True Stetson (1885–1964), astrònom estatunidenc | E G N P                                         | WGPSN |
| Stevinus         | 32° 29′ S, 54° 08′ E / 32.49°S,54.14°E   | 71,54         | Simon Stevin (1548–1620), matemàtic belga | A B C D E F G H J K L R S                       | WGPSN |
| Stewart          | 2° 09′ N, 66° 59′ E / 2.15°N,66.98°E     | 13,77         | John Quincy Stewart (1894–1972), astrofísic estatunidenc | -                                               | WGPSN |
| Stiborius        | 34° 29′ S, 31° 59′ E / 34.49°S,31.99°E   | 43,76         | Andreas Stoberl (1465–1515), astrònom alemany | A B C D E F G J K L M N P                       | WGPSN |
| Stöfler          | 41° 14′ S, 5° 56′ E / 41.24°S,5.93°E     | 129,87        | Johannes Stöffler (1452–1531), astrònom alemany | D E F G H J K L M N O P R S T U X Y Z           | WGPSN |
| Stokes           | 52° 22′ N, 88° 07′ O / 52.36°N,88.11°O   | 53,85         | George Gabriel Stokes (1819–1903), matemàtic britànic | -                                               | WGPSN |
| Stoletov         | 44° 49′ N, 155° 30′ O / 44.82°N,155.5°O  | 42,43         | Aleksandr G. Stoletov (1839–1896), físic rus | C Y                                             | WGPSN |
| Stoney           | 55° 35′ S, 156° 23′ O / 55.58°S,156.38°O | 47,51         | George Johnstone Stoney (1826–1911), física irlandès | -                                               | WGPSN |
| Störmer          | 57° 08′ N, 146° 39′ E / 57.14°N,146.65°E | 68,62         | Fredrik Carl Mülertz Störmer (1874–1957), astrònom britànic | C H P T Y                                       | WGPSN |
| Strabo           | 61° 56′ N, 54° 25′ E / 61.94°N,54.42°E   | 54,72         | Estrabó (54 aC.-24), geògraf grec | B C L N                                         | WGPSN |
| Stratton         | 5° 36′ S, 164° 42′ E / 5.6°S,164.7°E     | 69,76         | Frederick John Marrion Stratton (1881–1960), astrònom britànic | F K L Q R U                                     | WGPSN |
| Street           | 46° 35′ S, 10° 44′ O / 46.58°S,10.74°O   | 58,52         | Thomas Street (1621–1689), astrònom britànic | A B C D E F G H J K L M N P R S T               | WGPSN |
| Strömgren        | 21° 44′ S, 132° 22′ O / 21.74°S,132.37°O | 62,17         | Elis Strömgren (1870–1947), astrònom danès | A X                                             | WGPSN |
| Struve           | 23° 25′ N, 76° 39′ O / 23.41°N,76.65°O   | 164,34        | Otto Wilhelm von Struve (1819–1905), astrònom germano-rus Otto Struve (1897–1963), astrònom estatunidenc Friedrich Georg Wilhelm von Struve (1793–1864), astrònom germano-rus | B C D F G H K L M                               | WGPSN |
| Subbotin         | 29° 19′ S, 135° 43′ E / 29.32°S,135.71°E | 71,66         | Mijail Subbotin (1893–1966), astrònom rus | J Q R                                           | WGPSN |
| Suess            | 4° 22′ N, 47° 43′ O / 4.36°N,47.72°O     | 8,39          | Eduard Suess (1831–1914), geòleg austríac | B D F G H J K L                                 | WGPSN |
| Sulpicius Gallus | 19° 38′ N, 11° 41′ E / 19.63°N,11.68°E   | 11,61         | Gai Sulpici Gal (fl. c. 166 aC), astrònom romà | A B G H M                                       | WGPSN |
| Sumner           | 37° 37′ N, 108° 46′ E / 37.62°N,108.76°E | 52,87         | Thomas Hubbard Sumner (1807–1876), geògraf estatunidenc | G                                               | WGPSN |
| Sundman          | 10° 46′ N, 91° 41′ O / 10.76°N,91.69°O   | 41,04         | Karl Fritiof Sundman (1873–1949), astrònom finlandès | J V                                             | WGPSN |
| Susan            | 11° 00′ S, 6° 18′ O / 11°S,6.3°O         | 0,95          | Antropònim femení anglès | -                                               | WGPSN |
| Svedberg         | 81° 41′ S, 65° 09′ E / 81.68°S,65.15°E   | 15,34         | Theodor Svedberg (1884–1971), químic suec | -                                               | WGPSN |
| Sverdrup         | 88° 19′ S, 153° 23′ O / 88.32°S,153.39°O | 32,83         | Otto Sverdrup (1855–1930), explorador norueg | -                                               | WGPSN |
| Swann            | 51° 58′ N, 112° 31′ E / 51.96°N,112.52°E | 42,18         | William Francis Gray Swann (1884–1962), físic anglo-estatunidenc | A C                                             | WGPSN |
| Swasey           | 5° 28′ S, 89° 40′ E / 5.46°S,89.67°E     | 24,85         | Ambrose Swasey (1846–1937), inventor estatunidenc | -                                               | WGPSN |
| Swift            | 19° 21′ N, 53° 26′ E / 19.35°N,53.44°E   | 10,06         | Lewis Swift (1820–1913), astrònom estatunidenc | -                                               | WGPSN |
| Sylvester        | 82° 39′ N, 81° 13′ O / 82.65°N,81.22°O   | 59,28         | James Joseph Sylvester (1814–1897), matemàtic britànic | N                                               | WGPSN |
| Szilard          | 33° 43′ N, 105° 47′ E / 33.71°N,105.78°E | 127,22        | Leó Szilárd (1898–1964), físic hongarès-estatunidenc | H M                                             | WGPSN |